# Észak-epiruszi Autonóm Köztársaság
Az Észak-epiruszi Autonóm Köztársaság 1914–1916 között fennállt történelmi államalakulat volt a mai Albánia délnyugati részén.

## Története

Khrisztakisz-Zografosz

A Balkán-háborúkat lezáró, 1913-ban aláírt bukaresti egyezmény rendelkezései a független Albániához csatolták az Epirusz részben görögök lakta, északnyugati területeit. Az 1913. december 17-ei firenzei jegyzőkönyv megerősítette a bukaresti egyezmény által megrajzolt államhatárokat. A keresztény felekezetű görögajkú lakosság egy csoportja a döntés ellen fellázadva kiáltotta ki 1914. február 28-án az Észak-epiruszi Autonóm Köztársaságot. Az új államalakulat fővárosa Gjirokastra (görögül Argirokasztron) lett, jelentősebb települései Korça (Koritsza), Tepelena (Tepeleni), Delvina (Delvino), Saranda (Ajii Szaranta), Himara (Himara) voltak. Az ideiglenes kormány elnöke Jeórjiosz Hrisztákisz-Zográfosz lett. Albánia 1916-ban a lázadókat leverte, Észak-Epiruszt pedig annektálta.
Jelenleg az Amerikai Egyesült Államokban működő epiruszi ortodox egyház képviseli a függetlenségi törekvéseket. 2001-ben Davide Pozzi di Santa Sofia herceget régenssé nyilvánították, aki emigránst kormányt alakított Olaszországban.